# Ribeira de Pena
Pour les articles homonymes, voir Pena.
Ribeira de Pena est une municipalité (en portugais : concelho ou município) du Portugal, située dans le district de Vila Real et la région Nord.

## Géographie
Ribeira de Pena est limitrophe :
- au nord, de Boticas,
- à l'est, de Vila Pouca de Aguiar,
- au sud, de Vila Real,
- au sud-ouest, de Mondim de Basto,
- à l'ouest, de Cabeceiras de Basto.

## Histoire
Le statut de municipalité a été octroyé le 27 septembre 1331 par une charte du roi Alphonse IV.

## Démographie
| 1801  | 1849  | 1900  | 1930   | 1960   | 1981   | 1991  | 2001  | 2004  |
| ----- | ----- | ----- | ------ | ------ | ------ | ----- | ----- | ----- |
| 2 347 | 2 898 | 9 606 | 10 806 | 13 309 | 10 796 | 8 504 | 7 412 | 7 251 |

## Subdivisions
La municipalité de Ribeira de Pena groupe 7 paroisses (freguesia, en portugais) :
- Alvadia
- Canedo
- Cerva
- Limões
- Salvador
- Santa Marinha
- Santo Aleixo de Além-Tâmega

Villes Jumelées
- Saint-Galmier (France)
- Trévoux 01600 (France) Depuis 2017

## Personnalités
- Padre Max (1943-1976) prêtre catholique portugais, assassiné
- Antonio Carvalho da Costa (1968)